# Voie en plusieurs longueurs

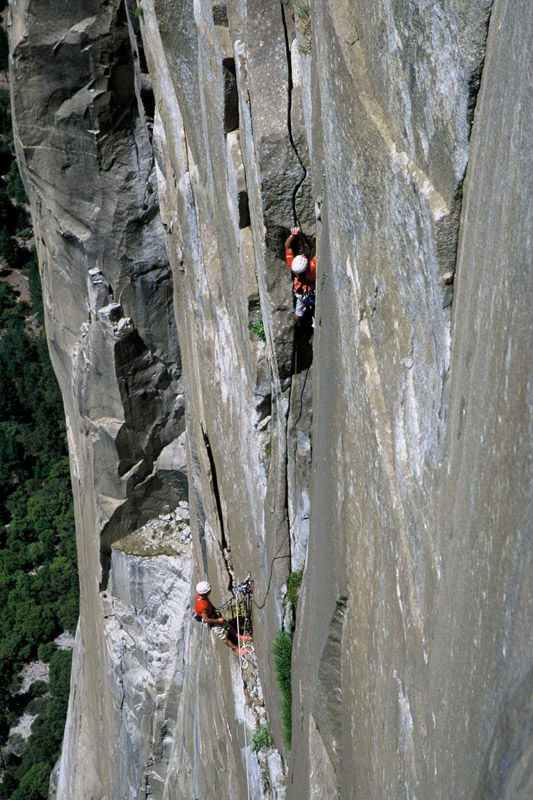
El Niño 8b (5.13d), El Capitan

Une voie en plusieurs longueurs ou grande voie est une voie d'escalade avec un ou plusieurs arrêts à un relais. Chaque section de voie située entre deux relais consécutifs (le départ de la voie, lorsque celui-ci est situé au sol, est assimilé ici à un relais) est appelée une longueur. Le grimpeur qui part en tête place le matériel dans la voie pour la protection et équipe le relais pour l'assurage du second de cordée.
Les raisons de marquer un arrêt au relais sont déterminées par choix, convention ou nécessité. Par exemple :
- La corde est trop courte pour réaliser la voie en une seule longueur (nécessité).
- Le grimpeur en tête est à court de matériel de protection (nécessité).
- Le parcours sinueux engendre du tirage (nécessité).
- Des grimpeurs précédents ont placé des points de protection destinés à un relais (convention).
- Le grimpeur en tête choisit de se reposer et d'échanger les rôles avec le second de cordée dans la longueur suivante (choix).

Le but principal de ces arrêts est de permettre au second de cordée d'atteindre le point où se trouve le premier de cordée tout en récupérant le matériel de protection placé par ce dernier. Au relais, le second de cordée peut conserver le matériel et prendre la tête de la cordée pour la longueur suivante (progression dite « en réversible »), ou bien le passer à son coéquipier pour que celui-ci continue sa progression dite « en leader fixe ».